# Операция «Блюкот»
Операция «Блюкот» (англ. Operation Bluecoat) — наступление Британской армии во время Нормандской операции в период с 30 июля по 7 августа 1944 года во время Второй мировой войны. Целью наступления VIII и ХХХ корпусов 2-й армии было занятие транспортного узла в Вире и господствующей высоты Мон-Пинсон. Оперативно наступление стало развитием успеха операции «Кобра» 1-й армии США, в результате которой с плацдарма на побережье Нормандии был прорван западный фланг немцев, а тактически использовало пустое пространство, образовавшееся после вывода немецкой 2-й танковой дивизии перед контрнаступлением на американские войска.

## Предшествующая обстановка
С 18 по 20 июля 2-я британская армия проводила операцию «Гудвуд», в ходе которой продвигалась в южном направлении, к юго-востоку от Кана, на восточном фланге берегового плацдарма союзников. Это вынуждало немцев держать основную часть своих бронетанковых частей к востоку от Кана. После Гудвуда по результатам перехвата радиограмм выяснилось, что немцы планируют вывести с передовой 21-ю танковой дивизию, чтобы затем перебросить её на западный (американский) участок фронта. 25 июля, спустя сутки после фальстарта предыдущего дня, 1-я армия США начала операцию «Кобра»

## Прелюдия

### Подготовка союзников к наступлению
Линия раздела сфер ответственности между британским правым флангом и 1-й армией США была изменена, и британские войсками заняли сектор, ранее находившийся под контролем V корпуса США. Здесь им противостояла легковооружённая немецкая пехота, что предоставляло возможность для проведения новой операции, направленной на сковывание немецких танковых частей. Штаб VIII корпуса, 7-я, 11-я и Гвардейская бронетанковая дивизии 2-й британской армии, которой командовал генерал-лейтенант Майлз Демпси, были переброшены на запад к Комону на западный фланг XXX британского корпуса на замену V корпусу США. Демпси запланировал наступление на 2 августа, но быстрое изменение обстановки на фронте вынудило его ускорить реализацию плана

### Немецкие оборонительные мероприятия
С 21 июля 2-я танковая дивизия была выведена из района южнее Комона и была заменена 326-й дивизией, которая теперь прикрывала 16-километровый фронт к востоку от Виллер-Бокаж. На соседнем участке располагалась 276-я пехотная дивизия народного ополчения, фронт которой пролегал на запад до реки Дром, отделявшей LXXIV корпус 5-й танковой армии (танковая группа «Запад») и 7-ю армию. 326-я дивизии была полностью укомплектована и занимала к югу и востоку от Комона большое количество полевых защитных сооружений и замаскированных огневых позиций, перед которыми располагались обширные минные поля. Бокаж и Suisse Normande идеально подходили для обороны.

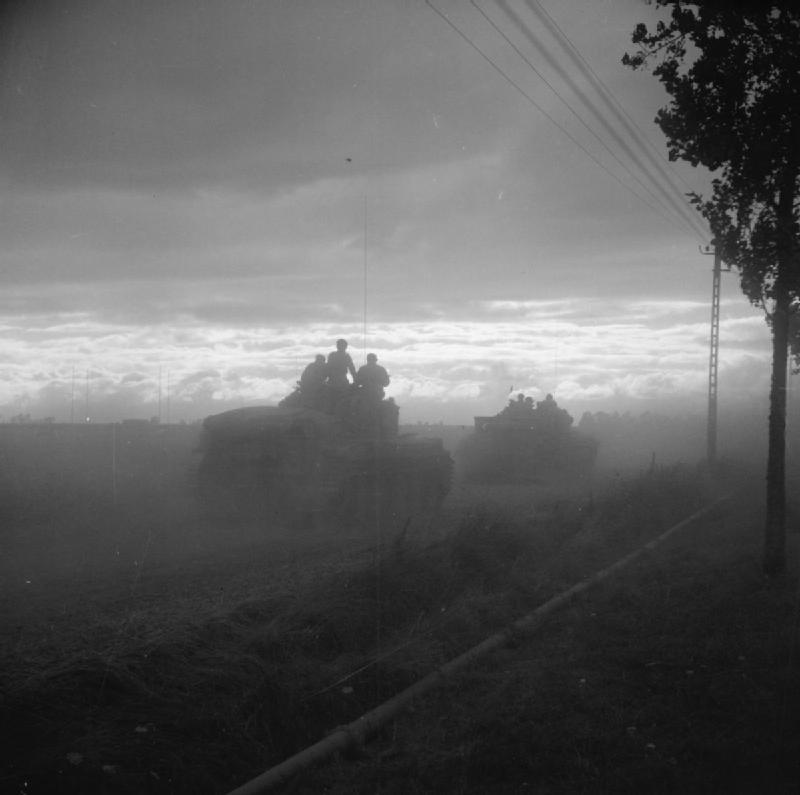
Танки «Кромвель» 7-й дивизии начинают выдвижение утром 30 июля 1944 года.

### План
Британский ХХХ корпус должен был возглавить наступление вместе с 43-й (Уэссексской) пехотной дивизией, заняв высоту Буа-дю-Ом (высота 361). Левый фланг должна была защищать 50-я (Нортумбрийская) пехотная дивизия. 7-я бронетанковая дивизия находилась в резерве. Справа западный фланг ХХХ корпуса должен был прикрывать VIII корпус. 15-я (Шотландская) пехотная дивизия атаковала южнее Комона. 11-я бронетанковая дивизия наступала на запад через пересечённую местность, готовая в случае коллапса немецкого фронта к броску на Пети-Оне в 6 км к западу от Сен-Мартен-де-Безас. Вместо артподготовки предполагалось совершить авианалёт силами 1000 бомбардировщиков.

## Ход сражения

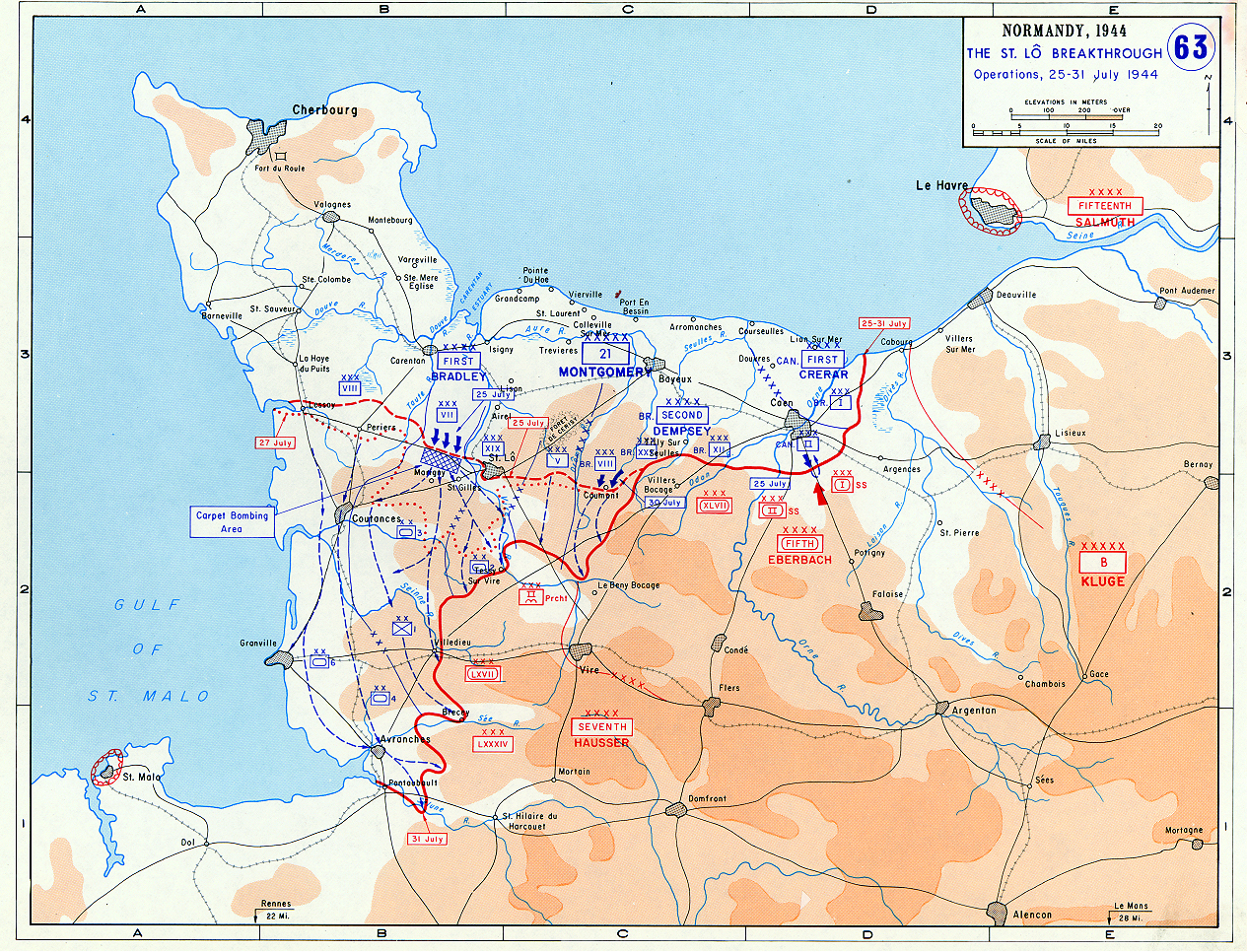
Операции «Кобра» и «Блюкот»

В условиях плохой видимости бомбардировщикам удалось точно сбросить 2000 т бомб. Однако ущерб, нанесённый немецкой технике, оказался незначительным, отчасти потому, что её в районе бомбометания было мало, отчасти из-за того, что 43-я и 50-я дивизии были остановлены почти сразу после выхода с начальных позиций значительно севернее от заданной цели. Подразделения левого фланга 11-й бронетанковой дивизии быстро продвигались через зону «А». Продвижению многих британских частей мешали минные поля, затопленные дороги, густые живые изгороди и крутых овраги, однако в центре атакующие продвинулись на 8 км.
31 июля 11-я бронетанковая дивизия VIII корпуса ударила в стык немецких армий, где обнаружила неохраняемый мост через реку Сулевр («мост Дики»), находившийся в 8 км позади немецких укреплений. Через мост было быстро переброшено подкрепление из танков «Кромвель» и подразделений поддержки, что позволило расстроить первую попытку немецкой танковой контратаки.
Ко 2 августа британские войска находились примерно в 8 км от Вира, который располагался на стыке с американскими войсками. Из-за неразберихи с использованием союзниками дорог наступление англичан было ограничено и развивалось в направлении на юго-восток. Немецкая 7-я армия смогла укрепить город силами с 3-й парашютной дивизии, которую потеснил на юг V корпус США, и перебросить части 9-й танковой дивизии СС на юго-запад, чтобы закрыть разрыв между 7-й армией и танковой группой «Запад»Panzergruppe West./
Это подкрепление остановило продвижение британцев. VIII корпус также был вынужден защитить свой восточный фланг, поскольку ХХХ корпус не выдерживал тот же темп наступления. Командир ХХХ корпуса, генерал-лейтенант Джеред Бакнолл, 2 августа был снят с должности, а на следующий день должность потерял и командир 7-й бронетанковой дивизии, генерал-майор Джордж Эрскин. 4 августа Бакнолла заменил генерал-лейтенант Брайан Хоррокс, ветеран Северной Африки. Продвижение 2-й армии временно прекратилось 4 августа. Вир был взят американцами 6 августа в результате ночного штурма силами 116-го полка 29-й дивизии, которому противостояли бойцы немецкой 363-й дивизии. В тот же день 43-я (Уэссексская) дивизия и 13-й/18-й Королевский гусарский полк захватил Мон-Пинсон.

## Последствия

### Анализ
Операция «Блюкот» связала немецкие танковые войска на британском восточном фронте и продолжила изматывать силы немцев в этом районе. Прорыв в центре фронта союзников стал для немцев неожиданностью, так как они были отвлечены атаками союзников на обоих концах нормандского берегового плацдарма. После прорыва американцев под Авраншем у немцев не оставалось почти никаких резервов для контрнаступления — операции «Люттих». 12 августа оно потерпело неудачу, и немецкой 7-й армии ничего не оставалось, кроме как быстро отойти на восток за реку Орн. Все оставшиеся бронированные и механизированные единицы составили арьергард, который давал время выжившей пехоте добраться до Парижа. После первого этапа отхода за Орн из-за нехватки топлива, союзнических воздушных атак и постоянного давления союзных армий немецкие силы потеряли маневренность и оказались окруженными в Фалезском мешке.

### Потери
В результате операции «Блюкот» и последующих сражений в Нормандии VIII корпус понёс потери в количестве 5114 человек.

## Комментарии
1. ↑  Data for the orders of battle of the British and German forces are taken from the British Official History, Ellis, L. F. The Battle of Normandy (1962).[17]